# И чёрт с нами
«И чёрт с нами» — советский фильм 1991 года режиссёра Александра Павловского.

## Сюжет
1990 год, Сталин, в 1953 году не умерший, а введённый учёными в анабиоз, просыпается и оказывается в гуще кинофестиваля сатиры и юмора. Здесь он попадает в разные трагикомедийные положения, создавая немало хлопот устроителям и гостям фестиваля. Администратор фестиваля Лёша берёт товарища Сталина под опеку, и он же спасает страну, когда Сталин, при поддержке некоторых членов обкома, во время выступления в цирке хочет устроить госпереворот.

## В ролях
- Георгий Саакян — Сталин
- Дмитрий Харатьян — Лёша Муромцев, администратор фестиваля
- Лариса Удовиченко — Лена, артистка, гость фестиваля
- Николай Караченцов — артист, гость фестиваля
- Анна Демьяненко — Света, подруга Лёши
- Александр Демьяненко — Андрей Андреевич, первый секретарь обкома
- Михаил Светин — Тузов, артист, гость фестиваля
- Борислав Брондуков — Пётр Петрович, начальник милиции
- Михаил Кокшенов — Иван Кузьмич, секретарь обкома
- Игорь Дмитриев — артист, гость фестиваля
- Александр Соловьёв — Глотов, секретарь обкома комсомола
- Виктор Павлов — директор цирка
- Всеволод Абдулов — Берия
- Владимир Татосов — изобретатель
- Николай Слёзка — хозяин квартиры
- Андрей Анкудинов — артист, гость фестиваля
- Нина Ильина — Марго, артистка, гость фестиваля
- Юрий Шлыков — режиссёр телетрансляции
- Сергей Иванов — Иванов, дежурный постовой в обкоме
- Валерий Бассэль — бомж на свалке
- Геннадий Митрофанов — актёр в роли Чаплина
- Игорь Шевцов — адъютант Сталина

## Создатели фильма
- Автор сценария — Игорь Шевцов при участии Александра Павловского
- Режиссёр-постановщик — Александр Павловский
- Оператор-постановщик — Виктор Крутин
- Художник-постановщик — Александр Токарев
- Композитор — Максим Дунаевский
- Песни на слова Леонида Дербенёва
- Исполняет: Николай Караченцов

## Песни в фильме
- «Паника»
- «Два сердца»
- «В общем, попали мы...»

## Критика
Сами авторы фильма называли свой фильм «китчем», но в рецензии «Литературная газета» назвала его «пошлостью», отметив, что картина совершенно не смешная, и задалась вопросом почему в этом приняли участие известные актёры. Журнал «Столица» также писал, что есть сомнения, что фильм понравится зрителям, кроме юных поклонниц Харатьяна:

Новая вариация на тему «Сталин с нами», задуманная, надо полагать, как веселая фантасмагория, вышла на деле каким-то унылым плакатом, весьма к тому же топорно исполненным и не очень свежим по мысли.